# Otto Hachenberg
Otto Hachenberg (* 25. Juni 1911 in Anhausen, Landkreis Neuwied; † 24. März 2001 in Bonn) war ein deutscher Astrophysiker.
Hachenberg beantragte am 14. Juni 1937 die Aufnahme in die NSDAP und wurde rückwirkend zum 1. Mai desselben Jahres aufgenommen (Mitgliedsnummer 4.241.450). Er war von 1951 bis 1961 Leiter des Heinrich-Hertz-Instituts für Schwingungsforschung in Berlin-Adlershof, ab 1962 Professor in Bonn sowie von 1967 bis 1978 Direktor des Max-Planck-Instituts für Radioastronomie.

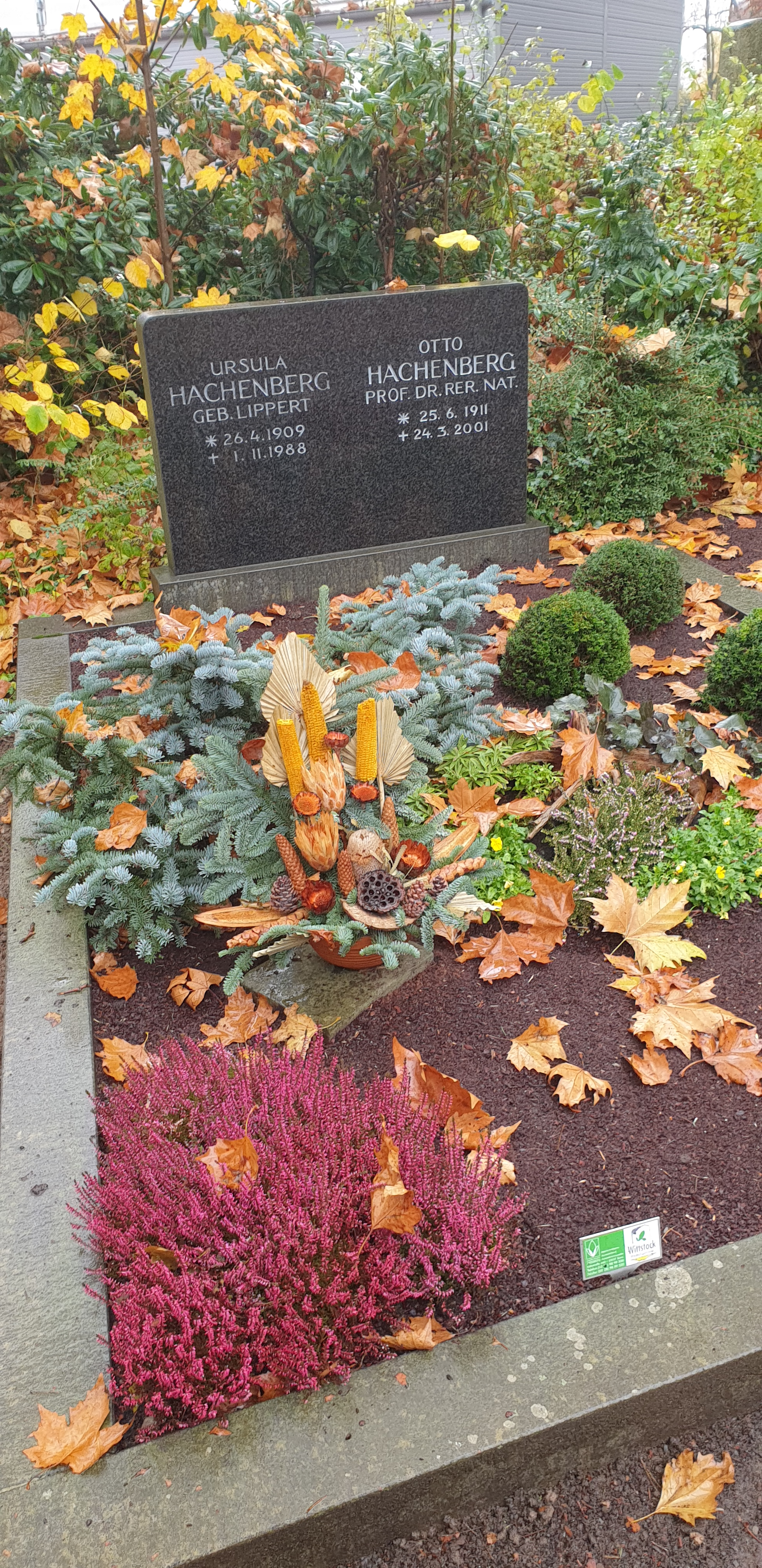
Grab des Ehepaars Hachenberg auf dem Bonner Nordfriedhof

Hachenbergs Forschungen betrafen vor allem Astrophysik (Novae und veränderliche Sterne), Sonnenphysik und Radioastronomie. Außerdem arbeitete er über Hochfrequenztechnik, Halbleiter und Sekundärelektronenemission.